# Nuwaïta
La nuwaïta és un mineral. Va ser anomenada en honor de Nüwa, que va arreglar el cel esquerdat, en al·lusió al fet que aquest mineral omplia esquerdes en una inclusió refractària primitiva al sistema solar primerenc.

## Característiques
La nuwaïta és un selenur-germanur de níquel de fórmula química Ni₆GeS₂. Cristal·litza en el sistema tetragonal. És l'anàleg mineral amb germani de la butianita.

## Formació i jaciments
La nuwaïta va ser descoberta al meteorit Allende, a Pueblito de Allende (Chihuahua, Mèxic). Aquest mineral no ha estat descrit enlloc més.